# Chuckyho sémě
Chuckyho sémě (v anglickém originále Seed of Chucky) je americký hororový film z roku 2004. Režisérem filmu je Don Mancini. Hlavní role ve filmu ztvárnili Jennifer Tilly, Billy Boyd, Brad Dourif, Redman a Hannah Spearritt.

## Obsazení
| Jennifer Tilly   | sebe/hlas Tiffany |
| Billy Boyd       | hlas Glens        |
| Brad Dourif      | hlas Chuckyho     |
| Redman           | sebe              |
| Hannah Spearritt | Joan              |
| John Waters      | Pete Peters       |
| Beans El-Balawi  | lidský Glen       |
| Kristina Hewitt  | lidská Glenda     |
| Jason Flemyng    | sebe/Santa        |
| Steve Lawton     | Stan              |
| Tony Gardner     | sebe              |
| Martha Stewart   | sebe              |